# سالوادور کالوو
سالوادور کالوو (اسپانیایی: Salvador Calvo‎؛ زادهٔ ۱۹۷۰ میلادی) کارگردان فیلم و تلویزیون اهل اسپانیاست. وی دانش‌آموختهٔ رشتهٔ روزنامه‌نگاری در دانشگاه کمپلوتنسه مادرید است.
از فیلم‌ها یا مجموعه‌های تلویزیونی که وی در آن‌ها نقش داشته‌است، می‌توان به آنچه چشمانش پنهان می‌کرد، انگیزه‌های شخصی، قصه‌ای برایم بگو، ۱۸۹۸، آخرین مردان ما در فیلیپین و آدو اشاره نمود.